# Horácio da Costa
Horácio da Costa Santos, mais conhecido apenas como Horácio da Costa, foi um futebolista brasileiro, que atuou como atacante. Foi responsável por marcar o primeiro gol da história do Fluminense, contra o Rio FC, na partida que terminou 8 a 0, e o primeiro gol do Campeonato Carioca, ainda com a camisa tricolor, contra o Paisandu, em partida terminada pelo placar de 7 a 1.

## Carreira
Foi um grande atacante tricolor, sendo sócio e fundador do clube. Foi também em sua residência na rua Marques de Abrantes 51, no bairro do Flamengo, que realizou-se uma reunião que deu origem ao nome do Fluminense. Pelo tricolor, atuou de 1902 a 1906 e, posteriormente, em 1908.

## Dados históricos
- Fundador e sócio do Fluminense.
- Primeiro artilheiro do Campeonato Carioca de Futebol em 1906 com 18 gols em 10 jogos.

## Títulos
Fluminense
- Campeonato Carioca: 1906, 1908 e 1909